# Kurier – Kultura i Rzeczywistość
KurieR – Kultura i Rzeczywistość – regionalny miesięcznik kulturalno-historyczny wydawany w Piotrkowie Trybunalskim od października 2002 roku.
„KurieR – Kultura i Rzeczywistość” w założeniu miał być dwutygodnikiem, jednak jako miesięcznik ukazuje się od grudnia 2002 r. Objętość gazety wynosi 24 stron formatu A-4.
Redaktorem naczelnym i założycielem pisma jest Paweł Reising (magister dziennikarstwa, nauczyciel absolwent UW i UJK). Ponadto w skład redakcji wchodzą: Anna Edyk-Psut, Halina Kępińska-Bazylewicz, Robert Rudnicki i Daniel Warzocha. Do stałych współpracowników należeli: Eugeniusz Furman, Waldemar Gałuszko, dr Zbigniew Grządzielski, Halina Maciejewska, prof. Bogusław Mucha, Władysław Pietraszczyk, Marian Podgóreczny, Kazimierz Ruzga, Zdzisław Wojciech Słomka, Robert Wańczowski, Wacława Juszkiewicz-Kamieńska i inni. Specjalnie dla „KurieRa” pisali teksty m.in. Bogusław Wołoszański, Stanisław Różewicz, Władysław Psarski, prof. Zofia Pokacka (córka prof. Jana Jerzego Karpińskiego), Aniela Uziembło, o. Piotr Sasin SI, Ben Giladi (USA), Ruth Krieger (Izrael), Mirosław Kopa, Edward Szuster, Julia Karlińska, Andrzej Czekalski. Na łamach miesięcznika zadebiutowała jako bajkopisarka Anita Lipnicka.
Współtwórcą gazety był Piotr Smolarek (zm. 27.10.2007) autor fraszek, wierszy satyrycznych, rymowanych bajek i Potopu wierszem (według H. Sienkiewicza). Przez kilka lat publikował na łamach „KurieRa” swoje wspomnienia i był konsultantem historycznym dowódca partyzancki NSZ i AK gen. bryg. Kazimierz Załęski „Bończa” (zm. 10.11.2009). W latach 2006–2012 współpracownikiem czasopisma był pisarz historyczny kpt. mgr inż. Eugeniusz Wawrzyniak ps. „Puszczyk” (zm. 12.03.2012).
Na łamach miesięcznika poruszane są przede wszystkim tematy dotyczące historii i kultury regionu piotrkowskiego (Piotrków Trybunalski, Tomaszów Mazowiecki, Bełchatów, Wolbórz, Sulejów, Radomsko, Przedbórz). Większość tekstów opisuje historię najnowszą i prezentowana jest w oparciu głównie o relacje osób żyjących. W prawie każdym numerze znajduje się wiele historycznych fotografii. Ukazały się numery specjalne m.in. o gminie Moszczenica, Narodowych Siłach Zbrojnych, piotrkowskich Żydach, zbrodni katyńskiej, gen. Stanisławie Burzy-Karlińskim.
Wydawcą „KurieRa” jest działające od 1994 r. Stowarzyszenie Kulturalne – Klub „Pod Hale”, wydające ponadto książki oraz organizujące imprezy kulturalne (np. Nadpilicką Biesiadę Literacką). W grudniu 2008 roku członkowie redakcji współtworzyli Klub Historyczny im. Stefana Roweckiego „Grota” w Piotrkowie Trybunalskim. W dniu 4 stycznia 2012 roku na zaproszenie redakcji przyjechała do Piotrkowa Agnieszka Holland z ekipą twórców filmu W ciemności. W tutejszym kinie „Helios” odbyła się jedna z trzech polskich premier filmu.
Członkowie redakcji w latach 2009-2013 zaangażowali się w nieudaną akcję utworzenia Muzeum Legionów Polskich w zabytkowej willi „Wanda”, w której w latach 1915-1916 mieściło się Centralne Biuro Werbunkowe Legionów Polskich. Mimo oficjalnego poparcia udzielonego przez prezydenta RP dla inicjatywy utworzenia muzeum, Agencja Mienia Wojskowego sprzedała obiekt. Pamiątką po tych działaniach jest film dokumentalny pt. Wanda czeka na Legiony (2012) pokazywany wielokrotnie na antenie TVP Historia.
Z czasopismem związany był Klub Literacki „Zakole”. 